# Spring Tide
Spring Tide (Springfloden) est une série télévisée suédoise en vingt épisodes de 42 minutes créée par Cecilia et Rolf Börjlind, diffusée entre le 6 mars 2016 et le 18 novembre 2018 sur SVT1.
En France, la série a été diffusée dans Serial Thriller à partir du 8 janvier 2017 sur 13e rue et est disponible depuis le 24 octobre 2017 sur SFR Play VOD illimitée.
En France la série est diffusée sur Mango chaîne de Molotov à la date du 3 août 2021.

## Synopsis
Une jeune élève de l'école de police reprend l'enquête, autrefois menée par son père, sur la mort d'une femme enterrée vivante sur une plage. Pour cela, elle essaye de reprendre contact avec un ancien policier, aujourd'hui SDF. Dans le même temps, plusieurs SDF se font agresser ... 

## Fiche technique
- Titre : Springfloden
- Création :
- Producteurs exécutifs :
- Musique : Johan Söderqvist
- Date de diffusion : 6 mars 2016

## Distribution
- Julia Ragnarsson (VF : Marie Tirmont) : Olivia Rönning
- Kjell Bergqvist (VF : Bruno Dubernat) : Tom Stilton
- Johan Widerberg (VF : Hervé Rey) : Minken
- Anna Wallander (sv) (VF : Odile Schmitt) : Vera
- Josefin Iziamo (sv) : Muriel
- Björn Andrésen : Benseman
- Dag Malmberg : Nils Wendt
- Mattias Silvell (sv) : Arvo Pärt
- Cecilia Nilsson (sv) (VF : Catherine Davenier) : Mette Olsäter
- Helena Bergström (VF : Emmanuèle Bondeville) : Linn Magnusson
- Peter Carlberg (sv) : Alexander Nordin
- Görel Crona (VF : Pascale Vital) : Jackie Berglund
- Niklas Hjulström (sv) : Bertil
- Carina M. Johansson (sv) : Marianne Boglund
- Kjell Wilhelmsen (sv) (VF : Emmanuel Jacomy) : Forss
- Stefan Gödicke (sv) (VF : Nicolas Marié) : Klinga
- Gustave Lund (sv) : Bo Fast
- Iggy Malmborg (sv) : Lennie
- Jessica Zandén (sv) (VF : Brigitte Aubry) : Maria Rönning
- Malena Engström (sv) (VF : Elisa Bourreau) : Ovette
- Angela Kovács (sv) (VF : Ninou Fratellini) : Eva Carlsén
- Filip Berg (sv) (VF : Alexandre Nguyen) : Ove Gardman
- Gustav Lindh : Liam
- Dakota Trancher Williams (sv) (VF : Gabriel Bismuth-Bienaimé) : Adam
- Dominik Henzel (sv) : Chivas
- Michaela Thorsén (sv) : Lisa
- Christian Fiedler : Gunnar Wernemyr
- Per Ragnar (sv) : Videung
- Michael Segerström (sv) (VF : Stéphane Bazin) : Mårten Olsäter
- Jean-Yves Tual : Pujol
- Dar Salim (VF : Emmanuel Garijo) : Abass El Fassi
- Marie Berto : Michelle Fabre
- Nicky Naudé : Alain Bressant

- Version française

Société de doublage : Imagine
Direction artistique : Julien Kramer
Adaptation des dialogues : Alexa Donda Et Viviane Lesser
 Source et légende : version française (VF) sur RS Doublage et selon le carton du doublage français télévisuel.